# Haus der Gewerkschaften (Odessa)
Das Haus der Gewerkschaften (ukrainisch Одеський будинок профспілок, russisch Одесский дом профсоюзов) ist ein historisches Verwaltungsgebäude auf dem Kulikowo-Feld in der ukrainischen Stadt Odessa.
Nach den Ausschreitungen in Odessa am 2. Mai 2014 kündigte der Vorsitzende der staatlichen Verwaltung des Gebiets Odessa, Micheil Saakaschwili, am 5. Juli 2015 an, dass das Gebäude das Hauptquartier der ukrainischen Seestreitkräfte sein werde.

## Geschichte
Nach der Befreiung von Odessa am Ende des Großen Vaterländischen Krieges wurden alle Gebäude des Kulikowo-Feldes zerstört. Im Rahmen der Restaurierungsarbeiten, die zwischen Ende der 1940er und 1950er Jahre durchgeführt wurden, wurde das Kulikowo-Feld zu einem über zehn Hektar großen Platz umgestaltet. Im Jahr 1958 wurde an der südwestlichen Ecke des Platzes ein monumentales fünfstöckiges, diagonal ausgerichtetes Gebäude für das Regionalkomitee der Kommunistischen Partei der Ukraine errichtet. Die Architekten des Gebäudes waren Genrich Topus und Ljudmila Pawlowskaja.
Im Jahr 1982 wurde das Gebäude dem Gewerkschaftsverband der Region Odessa übertragen.
Im Frühjahr 2014, nach den Euromaidan-Protesten und dem Regierungswechsel, wurde die Ukraine in eine tiefe Krise gestürzt, die durch die Konfrontation zwischen prowestlichen und prorussischen Ukrainern gekennzeichnet war. Nach den Ausschreitungen in Odessa am 2. Mai 2014 gab es zahlreiche Vorschläge für die weitere Nutzung des Gebäudes, das bald darauf eingezäunt wurde. 

Am 5. Juli 2015 kündigte der Gouverneur der Oblast Odessa, Micheil Saakaschwili, an, dass das Gebäude das Hauptquartier der ukrainischen Seestreitkräfte sein werde: 

«Президент принял решение, что Одесса станет городом базирования ВМС Украины. Для этого нужно найти штаб базирования ВМС. Мы решили сделать это в Доме профсоюзов»

„Der Präsident hat beschlossen, dass Odessa die Heimatstadt der ukrainischen Marine werden soll. Dazu müssen wir den Hauptsitz der Marinebasis finden. Wir haben beschlossen, dies im Haus der Gewerkschaften zu tun.“

Vor Gericht wurde geklagt, dass der Gewerkschaftsbund das im staatlichen Eigentum befindliche Gebäude widerrechtlich benutzt habe. Bis 2017 war dies noch nicht geklärt und das Gebäude nicht renoviert. Im 2019 seien Renovationsarbeiten im Gange gewesen.